# Jakob Josef Jauch
Jakob Josef Jauch (Saratov, 8 maggio 1802 – Napoli, 5 dicembre 1859) è stato un presbitero, poeta, compositore e predicatore svizzero, conosciuto in quanto autore del testo di Oben am jungen Rhein, l'inno nazionale del Liechtenstein.

## Biografia

### Primi anni
Jakob Josef Jauch nacque l'8 maggio 1802 a Saratov, nell'Impero russo. La sua famiglia era originaria di Altdorf e composta da mercenari e imprenditori, che acquisirono grande importanza politica in Svizzera sin dalla loro presenza nel paese, attestata dal XIV secolo.
Jakob frequentò il liceo a Sarepta, l'attuale distretto di Krasnoarmejskij, e successivamente si trasferì per motivi di studio a Basilea, dove visse dal 1823 fino al 1824, quando si spostò in Italia per intraprendere gli studi linguistici, conclusi nel 1827. Nel 1828 tornò in Svizzera, stavolta trasferendosi tra Lucerna e Coira, dove condusse i suoi studi teologici.
Fu ordinato sacerdote cattolico il 1º giugno 1833 e fino al 1837 lavorò come tale in Alsazia. In seguito prestò servizio a Londra, dal 1838 al 1850.

### Vita in Liechtenstein
Nel 1852 si trasferì a Balzers, in Liechtenstein, dove lavorò come agricoltore fino al 1856, effettuando varie migliorie nel settore agricolo del principato.
Da questo momento in poi si dedicò a promuovere il valore dell'istruzione, di preciso occupandosi di formazione agricola e artigianale e proponendo le sue riforme al principe Luigi II nel 1853. Si fece così subito notare per le sue idee progressiste, cosa che gli fece ottenere incomprensione da parte di molte persone che non le condividevano.
Nel 1854 spronò la principessa Franziska Kinsky von Wchinitz und Tettau a edificare un castello a Balzers, con l'intento di fondarci una scuola all'interno. Tuttavia non poté mai vedere il suo progetto realizzato, in quanto l'edificio rimase vuoto fino al 1873, anno in cui divenne un istituto femminile gestito dalle Suore della carità cristiana.
Inoltre fu durante questo periodo che si dedicò alle attività di compositore e poeta. Infatti compose e scrisse molteplici inni e canti popolari per il Liechtenstein. La sua composizione più nota è il testo di Oben am jungen Rhein, cioè dell'inno nazionale.

### Ultimi anni e morte
Nell'agosto 1856, per ordine del vescovo di Coira, si trasferì da Balzers in Italia, probabilmente a causa delle sue idee che non erano viste di buon occhio dagli altri abitanti del Liechtenstein (nonostante il sostegno dei concittadini di Balzers). In Italia fu predicatore campestre fino alla morte, avvenuta all'età di 57 anni a Napoli, il 5 dicembre 1859.